# روباه سرخ ازو
روباه سرخ اِزو (نام علمی: Vulpes vulpes schrencki) زیرگونه‌ای از روباه سرخ است که به‌طور گسترده در هوکایدو، ساخالین، جزایر کوریل و جزایر اطراف ژاپن پراکنده شده‌است. نام رسمی این روباه در ژاپنی، یعنی کیتاکیتسونه (北狐)، زمانی که کیوکیچی کیشیدا آنها را در ساخالین در سال ۱۹۲۴ مطالعه کرد، به این زیرگونه داده شد.